# 女性电影记者联盟
女性电影记者联盟（英語：Alliance of Women Film Journalists）是2006年建立的一个非营利性组织，总部在美国纽约州纽约市，它致力于支持女性在电影行业的工作。它包括76名女性电影评论家、记者、印刷工、媒体人等。同时，它设立了年度奖项，表彰女性电影工作者。

## 奖项
它每年由成员投票表决表彰的女性电影工作者，其得奖名单近年来被《时代》杂志、《今日美国》、《纽约时报》等美国著名媒体引用和报道。
2007年，它公布了“100部优秀电影作品名单（页面存档备份，存于）”。